# روبرت بوثويل
روبرت بوثويل هو مؤرخ كندي، ولد في 17 أغسطس 1944.